# ويليام ستون
ويليام ستون (بالإنجليزية: William Stone)‏ هو سياسي أمريكي، ولد في 26 يناير 1791 في مقاطعة سيفير في الولايات المتحدة، وتوفي في 18 فبراير 1853 في مقاطعة سيكواتشي في الولايات المتحدة. حزبياً، نشط في حزب اليمين. وقد انتخب عضو مجلس النواب الأمريكي.